# Горњи Косоврасти
Горњи Косоврасти (мкд. Горно Косоврасти) су насељено место у Северној Македонији, у западном делу државе. Горњи Косоврасти припадају општини Дебар.

## Географија
Насеље Горњи Косоврасти је смештено у западном делу Северне Македоније. Од најближег већег града, Дебра, насеље је удаљено 10 km источно.
Горњи Косоврасти се налазе у горњем делу историјске области Дебар. Насеље је положено на јужним падинама планине Дешат, док се даље, ка југу, тло спушта у долину реке Радике, која се који километар низводно улива у Црни Дрим. Данас је најнижи део долине под вештачким Дебарским језером. Надморска висина насеља је приближно 980 метара.
Клима у насељу је планинска.

## Становништво
По попису становништва из 2002. године Горњи Косоврасти су имали 813 становника.
Претежно становништво у насељу су етнички Македонци (71%), а у мањини су Турци (27%). Заправо, целокупно становништво је торбешко.
Већинска вероисповест у насељу је ислам, а мањинска православље. До прве половине 20. века у селу је живела много значајнија православна заједница.